# Acanthochromis
Acanthochromis is een monotypisch geslacht van straalvinnige vissen uit de familie van rifbaarzen of koraaljuffertjes (Pomacentridae).

## Soort
- Acanthochromis polyacanthus (Bleeker, 1855)